# Loriot noir
Oriolus hosii
Espèce
Statut de conservation UICN

 NT  : Quasi menacé
Le Loriot noir (Oriolus hosii) est une espèce de passereau de la famille des Oriolidae.

## Description
Le mâle est uniformément noir avec des sous-caudales châtain, un bec rouge-rose et des pattes gris-noir. La femelle est semblable au mâle mais a le ventre et le bas de la poitrine gris sale.
Les juvéniles quant à eux ont un bec noir, le dessous gris argenté et les sous-caudales châtain plus pâles.

## Répartition
Il vit dans le nord-est de Bornéo. Il reste dans la forêt de montagne entre 900 et 2000 mètres d'altitude. Une donnée récente mentionne cette espèce au Sarawak où il n'avait pas été observé depuis 1991. Il est aussi connu à l'Est du Kalimantan en Indonésie mais il y a très peu de données sur cette espèce à cet endroit. Le peu de données indique surement que la population est véritablement restreinte.

## Habitat
Il habite les forêts humides de montagne tropicales et subtropicales le plus souvent entre 1100 et 1200 mètres d'altitude.
Il est menacé par la perte de son habitat.

## Population
Le loriot noir est une espèce mal connue et nous n'avons pas d'estimations de la taille de sa population. Néanmoins, la dégradation des forêts de Bornéo qui affecte des territoires proches de son aire de répartition connue entrainerait le déclin de cette espèce.